# Шумандра (Долж)
Шумандра (рум. Șumandra) насеље је у Румунији у округу Долж у општини Секу. Oпштина се налази на надморској висини од 234 m.

## Историја
Георгије Чарнојевић из Шимандре је 1759. године био приложник српског фрушкогорског манастира Раковца.

## Становништво
Према подацима из 2002. године у насељу је живело 115 становника, од којих су сви румунске националности.